# オイシン・マーフィー
オイシン・マーフィー（Oisín Murphy、1995年9月6日 - ）はイギリスを拠点とする騎手である。ヨーロッパにおけるカタールレーシングの主戦騎手を務める。アイルランド・キラーニー出身。

## 来歴
デビュー前は叔父である騎手のジム・カロティー（Jim Culloty）から騎乗技術を学び、トミー・スタック（Tommy Stack）厩舎やエイダン・オブライエン厩舎で働いた。2012年にイギリスのアンドリュー・ボールディング（Andrew Balding）厩舎の見習い騎手となり、翌2013年5月に初騎乗。1年目から41勝を挙げる活躍を見せる。
2年目の2014年に英GIIテンプルステークスを制して重賞初制覇。同年は76勝を記録し、イギリスの見習い騎手チャンピオンに輝いている。2016年は114勝、2017年は127勝を記録。2017年の仏GIフォレ賞をアクレイム（Aclaim）で制し、GI初制覇を果たす。

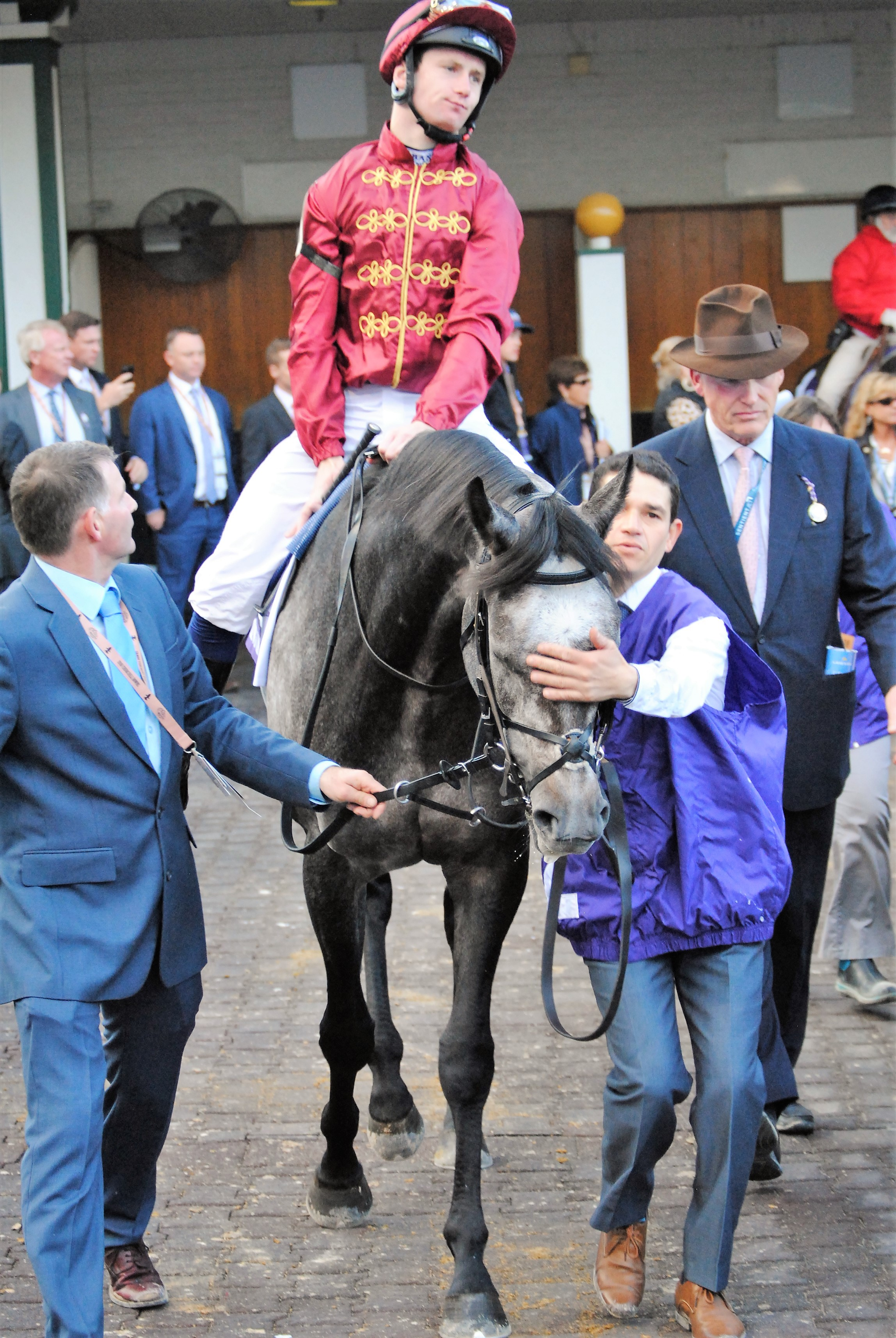
2018年ブリーダーズカップ・クラシックでロアリングライオンに騎乗
（2018年11月3日）

2018年7月にはロアリングライオンとのコンビでエクリプスステークスを制し、イギリスでのGI初制覇を飾った。同年は数々の大レースを制覇し、ワールドベストジョッキーシリーズでも2位にランクインした。
2014-2015年シーズンはアラブ首長国連邦で、2016-2017年シーズンは香港で短期免許を取得して騎乗している。
2020年11月27日、フランスギャロによって12月11日から翌年3月11日まで3ヶ月間の騎乗停止処分が下された。7月19日のフランスでの騎乗後の尿検査でコカイン陽性反応が出たため。なお、マーフィーは自身のサイトで「公正な審理をしてくれたフランスギャロと、裁定委員会の方々に感謝します。私が提示したコカインを服用していないという証拠を受け入れていただきました」と、コカイン服用の疑いが晴れたことを発表している。
2021年11月6日、アメリカ・デルマー競馬場で行われたブリーダーズカップ・ディスタフを日本のマルシュロレーヌに騎乗して勝利した。自身にとってブリーダーズカップ8戦目の挑戦で初勝利を挙げるとともに、日本調教馬による海外ダートG1初勝利に導いた。
2021年12月16日、一時的に騎手免許を返上した。5月と10月の2度にわたってレース前に基準値を超えるアルコールが検出されて処分されたことに関して、医療サポートによるリハビリを受けるとしている。
2022年2月22日、英国競馬統括機構の司法審査会により、新型コロナウイルスのプロトコル違反で11か月の騎乗停止と3万1111ポンド（約486万円）の罰金、前述のアルコール問題で更に100日の騎乗停止の処分が下され、合わせて14か月の騎乗停止となった。

## 日本での騎乗

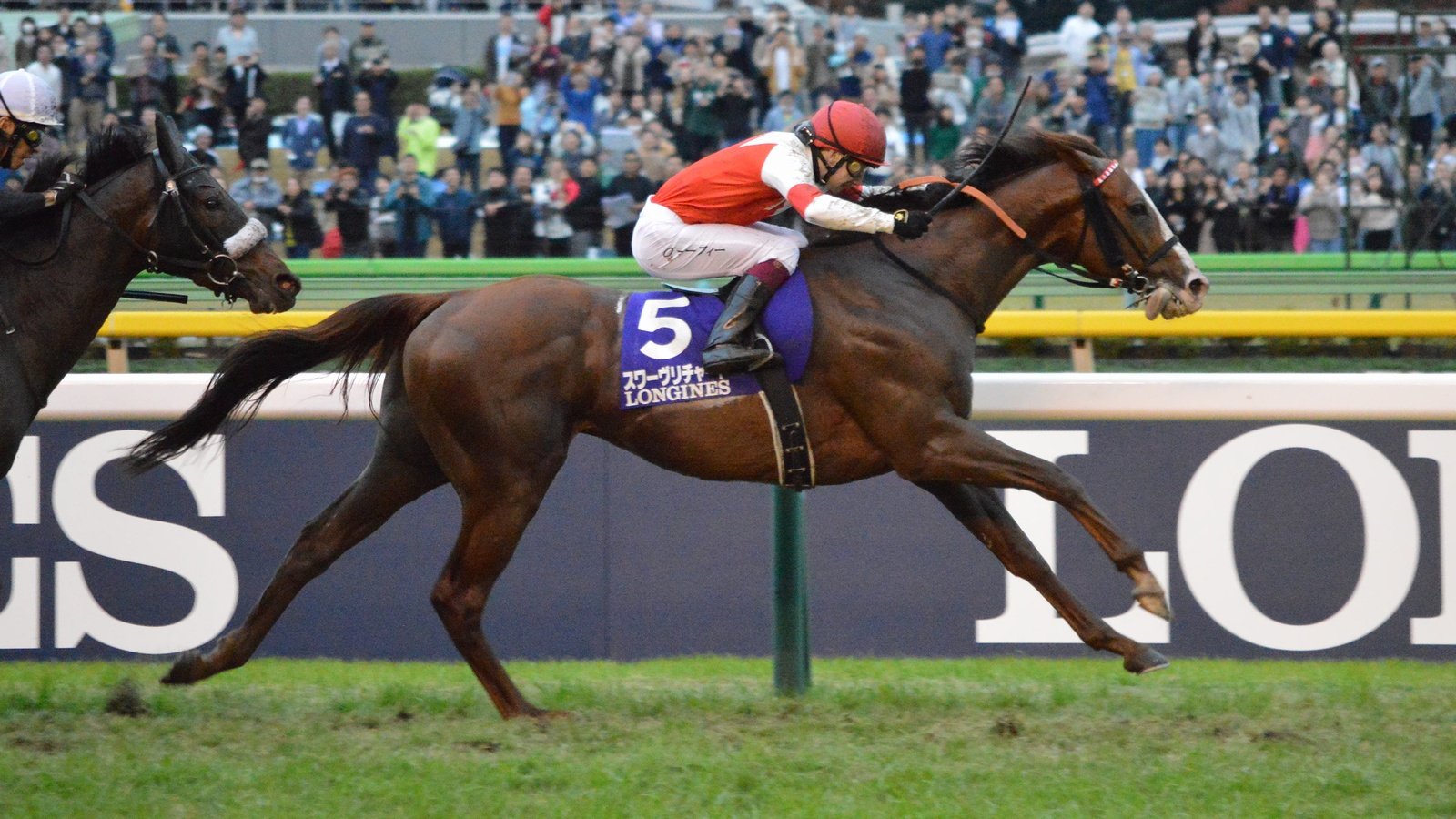
第39回ジャパンカップでスワーヴリチャードに騎乗
（2019年11月24日）

2012年の凱旋門賞でのオルフェーヴルと2014年のジャパンカップでのエピファネイアの走りに衝撃を受け、日本の競馬に強い関心を抱いた。2016年の年末には短期免許取得の希望を伝えていたが、2018年の夏前に取得条件を満たしたことで同年暮れの来日が実現した。
2018年12月15日から12月29日および2019年1月1日から1月28日までJRA短期免許を取得して初来日（身元引受調教師：国枝栄、身元引受馬主：(株)サトミホースカンパニー）。日本での騎乗開始初日の12月15日に中山10R（舞浜特別）をサニーダンサーで制してJRA初勝利。
2019年1月27日に根岸ステークスをコパノキッキングで制し、JRA重賞を初制覇。前年暮れからの1ヶ月半の短期免許期間で25勝を挙げた。
2019年11月24日にジャパンカップをスワーヴリチャードで制し、JRA・GIを初制覇。（詳細は第39回ジャパンカップを参照）

## JRA・騎乗
|                     | 日付           | 競馬場・開催    | 競走名         | 馬名               | 頭数 | 人気 | 着順 |
| ------------------- | -------------- | --------------- | -------------- | ------------------ | ---- | ---- | ---- |
| 初騎乗              | 2018年12月15日 | 5回中山5日目5R  | 2歳新馬        | ミライオー         | 16頭 | 6    | 5着  |
| 初勝利              | 2018年12月15日 | 5回中山5日目11R | 舞浜特別       | サニーダンサー     | 16頭 | 1    | 1着  |
| 重賞初騎乗 GI初騎乗 | 2018年12月23日 | 1回中山1日11R   | 有馬記念       | ミッキーロケット   | 16頭 | 8    | 4着  |
| 重賞初勝利          | 2019年1月27日  | 1回東京2日目11R | 根岸ステークス | コパノキッキング   | 16頭 | 2    | 1着  |
| GI初勝利            | 2019年11月24日 | 5回東京8日11R   | ジャパンカップ | スワーヴリチャード | 15頭 | 3    | 1着  |

## 主な勝ち鞍
- イギリス
  - エクリプスステークス - 2018年ロアリングライオン
  - インターナショナルステークス - 2018年ロアリングライオン
  - クイーンエリザベス2世ステークス - 2018年ロアリングライオン
  - サセックスステークス - 2018年ライトニングスピア（Lightning Spear）、2021年アルコールフリー
  - スプリントカップ - 2018年ザティンマン（The Tin Man）、2020年ドリームオブドリームス（Dream Of Dreams）
  - ナッソーステークス - 2019年ディアドラ
  - ファルマスステークス - 2019年ヴェレイシャス（Veracious）
  - フューチュリティトロフィー - 2019年カメコ（Kameko）
  - 2000ギニーステークス - 2020年カメコ（Kameko）
- アイルランド
  - 愛チャンピオンステークス - 2018年ロアリングライオン
- フランス
  - フォレ賞 - 2017年アクレイム（Aclaim）
  - ジャン・リュック・ラガルデール賞 - 2018年ロイヤルマリーン（Royal Marine）
- ドイツ
  - バイエルンツフトレネン - 2018年ベンバトル
- カナダ
  - E.P.テイラーステークス - 2017年ブロンドミー（Blond Me）
- アラブ首長国連邦
  - ドバイターフ - 2018年ベンバトル
- 日本
  - ジャパンカップ - 2019年スワーヴリチャード
- アメリカ合衆国
  - ブリーダーズカップ・ディスタフ - 2021年マルシュロレーヌ
- 香港
  - 香港ヴァーズ - 2024年ジアヴェロット